# Haïm Kern
Haïm Kern (Leipzig, Alemania, 4 de diciembre de 1930-París, Francia, 5 de marzo de 2024) fue un escultor francés de origen alemán.

## Biografía
La familia de Heim Kern huyó del régimen nazi en 1933 y se refugió en Francia. De 1953 a 1958, fue alumno de la École nationale supérieure des beaux-arts de París. Vivió y trabajaba en París. 
Su obra más conocida es «Ils n'ont pas choisi leur sépulture» (Ellos no han elegido su sepultura), una escultura monumental en bronce de 4 metros de altura, erigida en la meseta de California de Craonne en 1998. Este encargo público celebra el 80⁰ aniversario del armisticio de 1918. La escultura rinde homenaje a todos los soldados anónimos de la guerra atrapados en las redes de la Historia. 
Fue Lionel Jospin, el Primer ministro de la época, quien inauguró el monumento el 5 de noviembre de 1998. En su discurso, Lionel Jospin expresó su deseo de que los soldados fusilados para dar ejemplo, "agotados por los ataques condenados de antemano, resbalando en el barro lleno de sangre, inmersos en una desesperación sin fondo", que "se negaron a ser sacrificados", víctimas "de una disciplina cuyo rigor fue igualado por la dureza de los combates, regresen hoy, plenamente, a nuestra memoria colectiva nacional". ·
El nombre de Craonne ha sido popularizado por La Chanson de Craonne, que sigue siendo asociada con los amotinados de la Primera Guerra Mundial, esta popularidad no es ajena a la ausencia hasta 1998 de una celebración nacional en esta ciudad, que, sin embargo, se halla en el corazón de la batalla del Camino de las Damas.

## Obras
Entre las obras destacadas de Haïm Kern se encuentran:
- Hommage à François Mauriac, Place Alphonse-Deville, distrito VI, París, (1990) 48°51′1″N 2°19′38″E / 48.85028, 2.32722
- Ils n'ont pas choisi leur sépulture, Plateau de Californie[2] (1998) 49°26′42″N 3°46′44″E / 49.44500, 3.77889
- Les vies inaccomplies, Chapelle Saint-Jean (2001)
- Le convoi n° 8, Estación de ferrocarril de Angers (2002)
- Du Néant Renaître, Conseil Régional de Lorraine (2005).